# Mamaiai királyi villa
A mamaiai királyi villa (románul: Vila regală din Mamaia), más néven mamaiai királyi palota (románul: Palatul Regal din Mamaia) vagy Mária királyné mamaiai kastélya (románul: Castelul Reginei Maria din Mamaia) egy történelmi műemlék a romániai Konstanca municípiumban található Mamaia üdülővárosban.

## Története
A villa Ferdinánd király felesége, Mária királyné számára épült, mint nyári rezidencia 1923. december 1. és 1926 nyara között Mario Stoppa építész tervei alapján, Carlo Actis építész irányításával, illetve Constantin D. Dobrescu építész közvetlen felügyelete alatt. Ferdinánd király halála után, annak özvegye az épületet – 1927 decemberében – az új uralkodó, Mihai király édesanyjának, Ilona anyakirálynénak ajándékozta.
Az új tulajdonos elrendelte a park átalakítását, vízvezetékek telepítésével, az utak és a pázsit átalakításával. 1928. január 22-én új szabályzatot vezetett be, amely pontosan meghatározta az egyes alkalmazottak feladatait. Az ifjú király gyermekkora nyarainak egy részét itt töltötte. Szülei viszonya olyannyira megromlott – melyben erősen közrejátszott az a tény, hogy apja, Károly herceg megszökött szeretőjével, Elena Lupescuval, majd a trónfosztása után mégis visszatért az országba és átvette a trónt (1930) –, hogy az anyakirályné végül kénytelen volt elhagyni Romániát, és lemondott a mamaiai palotáról. 1930 után a villa II. Károly király birtokába került, aki nyári rezidenciaként használta. Két ével később, 1932-ben parancsára a villát átadták a mamaiai hidroplánflottillának. 1944 nyarán, a bevonuló szovjet katonák az épületet kifosztották.
A kommunista rezsim 1948-ban államosította az ingatlant, sajátos zenét játszó étteremmé alakították át. A petúniák, a fű, az olasz vázák, a bútorok és az összes berendezési tárgy eltűnt. A királyi szalont étkezőszobává, a királyi hálószobát konyhává, Ilona hercegnő szobáját pedig élelmiszer- és italbolttá alakították át. Az egykor zseniálisan kővel burkolt udvart cementtel borították be, és kovácsoltvas asztalokat helyeztek el. 1990-ben az SC Mamaia SA állami tulajdonú vállalat ellenőrzése alá került, és Orient kocsma néven üzemelt. 2003-ban a vállalat – a valós értéknél alacsonyabb áron – eladta az épületet az SC Light System SRL-nek, a hozzá kapcsolódó földterülettel együtt. 2012-ben egy nagy tűzvész következtében az épületnek több mint a fele megsemmisült, később pedig az udvart hulladéktárolóvá alakították át. Jelenleg peres eljárás alatt áll.

## Leírása
A palota – egy 34 968 m²-es park közepén helyezkedett el, és amelyet egy kerítés vett körül – 1 200 m² alapterületű volt, melyet két és fél év alatt építették fel. Az előzetes vázlatokat és a palota terveit Mario Stoppa építész készítette, míg az építőanyagokat a kor neves cégei szállították, többek között a Constantin Kirilescu vállalat (aki az alapkőhöz szállított), a Reconstrucția Dobrogeană Részvénytársaság, valamint a Petculescu Ferdinand Koska & Co. gyárak. A palota teraszait Antonio Moraldo olasz vállalkozó kivitelezte, míg a szökőkutat, a járdákat és a parkban lévő tavat Carlo Actis valósította meg. A épület központi fűtésrendszerrel, modern konyhával, ruhatárral és egy kis udvarral rendelkezett, amelynek közepén – Carlo Actis által megálmodott – szökőkút állt. Az alagsorba 16 szoba, fürdőszoba, mosókonyha, kávéház és garázs kapott helyet, míg a földszinten 12 szoba, büfé, gardrób, három terasz, nyolc fürdőszoba és WC helyezkedett el, ugyanakkor a tetőtérbe hét fürdőszobával ellátott szoba került.